# Молькеевское сельское поселение
Молькеевское сельское поселение — муниципальное образование в Кайбицком районе Татарстана.

## География
Молькеевское сельское поселение граничит с Старотябердинским, Хозесановским, Чутеевским сельскими поселениями и Чувашской Республикой.

## История
Образовано в соответствии с законом Республики Татарстан от 31 января 2005 г. № 25-ЗРТ «Об установлении границ территорий и статусе муниципального образования „Кайбицкий муниципальный район и муниципальных образований в его составе“ (с изменениями от 29 декабря 2008 г.)».

## Население
| 2010 | 2011 | 2012 | 2013 | 2014 | 2015 | 2016 |
| ---- | ---- | ---- | ---- | ---- | ---- | ---- |
| 849  | ↘847 | ↘844 | ↗849 | ↘839 | ↘820 | →820 |
| 2017 | 2018 |      |      |      |      |      |
| ↘813 | ↘800 |      |      |      |      |      |

## Населённые пункты
- село Молькеево — административный центр
- село Старая Буа
- деревня Баймурзино
- деревня Полевая Буа

## Инфраструктура
Адрес администрации: 422336, РТ Кайбицкий район, с. Молькеево, ул. Школьная д. 39.